# Michael Patrick King
Pour les articles homonymes, voir King.
Michael Patrick King est un scénariste, réalisateur et producteur américain né le 14 septembre 1954 à Scranton, en Pennsylvanie. Il est principalement connu pour être le producteur, le réalisateur et le scénariste de plusieurs épisodes de la série Sex and the City. C'est également lui qui réalisa Sex and the City, le film (Sex and the City) et Sex and the City 2

## Biographie
Michael Patrick King dirige la société Arcade Productions et réside à New York. Il a également créé 2 Broke Girls avec Whitney Cummings.

## Filmographie

### Producteur

#### Cinéma
- 2008 : Sex and the City, le film
- 2010 : Sex and the City 2

#### Télévision
- 1993 : Murphy Brown (série - 10 épisodes)
- 1994 : Good Advice (série - 4 épisodes)
- 1995-1998 : Cybill (série - 8 épisodes)
- 1998-1999 : Will et Grace (série - 5 épisodes)
- 1998-2004 : Sex and the City (série - 93 épisodes)
- 2005/2014 : Mon comeback (série - 21 épisodes)
- 2011-2017 : 2 Broke Girls (série - 138 épisodes)
- 2020 : AJ and the Queen (série - 10 épisodes)
- 2021-2025 : And Just Like That... (série - 28 épisodes)

### Scénariste

#### Cinéma
- 2008 : Sex and the City, le film
- 2010 : Sex and the City 2

#### Télévision
- 1993 : Murphy Brown (série - 10 épisodes)
- 1994 : Good Advice (série - 3 épisodes)
- 1995-1998 : Cybill (série - 1 épisodes)
- 1998-1999 : Will et Grace (série - 2 épisodes)
- 1998-2004 : Sex and the City (série - 31 épisodes)
- 2005/2014 : Mon comeback (série - 21 épisodes)
- 2011-2017 : 2 Broke Girls (série - 138 épisodes)
- 2020 : AJ and the Queen (série - 10 épisodes)
- 2021-2025 : And Just Like That... (série - 28 épisodes)

### Réalisateur

#### Cinéma
- 2008 : Sex and the City, le film
- 2010 : Sex and the City 2

#### Télévision
- 1994 : Good Advice (série - 1 épisode)
- 1998-2004 : Sex and the City (Série télévisuelle - 10 épisodes)
- 2005/2014 : Mon comeback (série - 8 épisodes)
- 2011-2017 : 2 Broke Girls (Série télévisuelle - 5 épisodes)
- 2020 : AJ and the Queen (série - 4 épisodes)
- 2021-2025 : And Just Like That... (série - 13 épisodes)

### Vie privée
Il a fait ses études supérieures à l’Université Mercyhurst catholique d'Ériée en Pennsylvanie pendant trois ans, de 1972 à 1975. Il est ouvertement homosexuel. 